# Coriariaceae

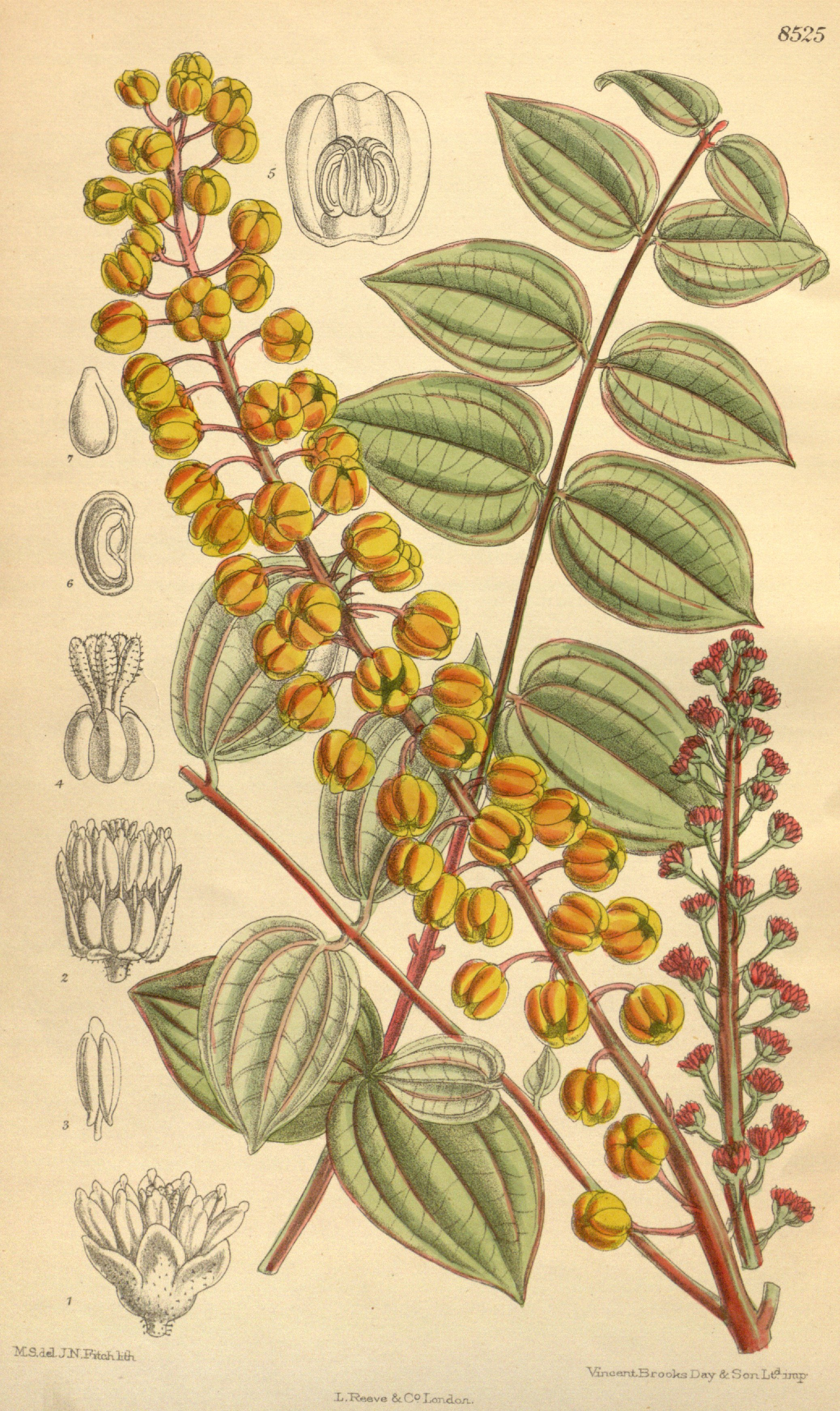
Coriaria terminalis (ilustração).

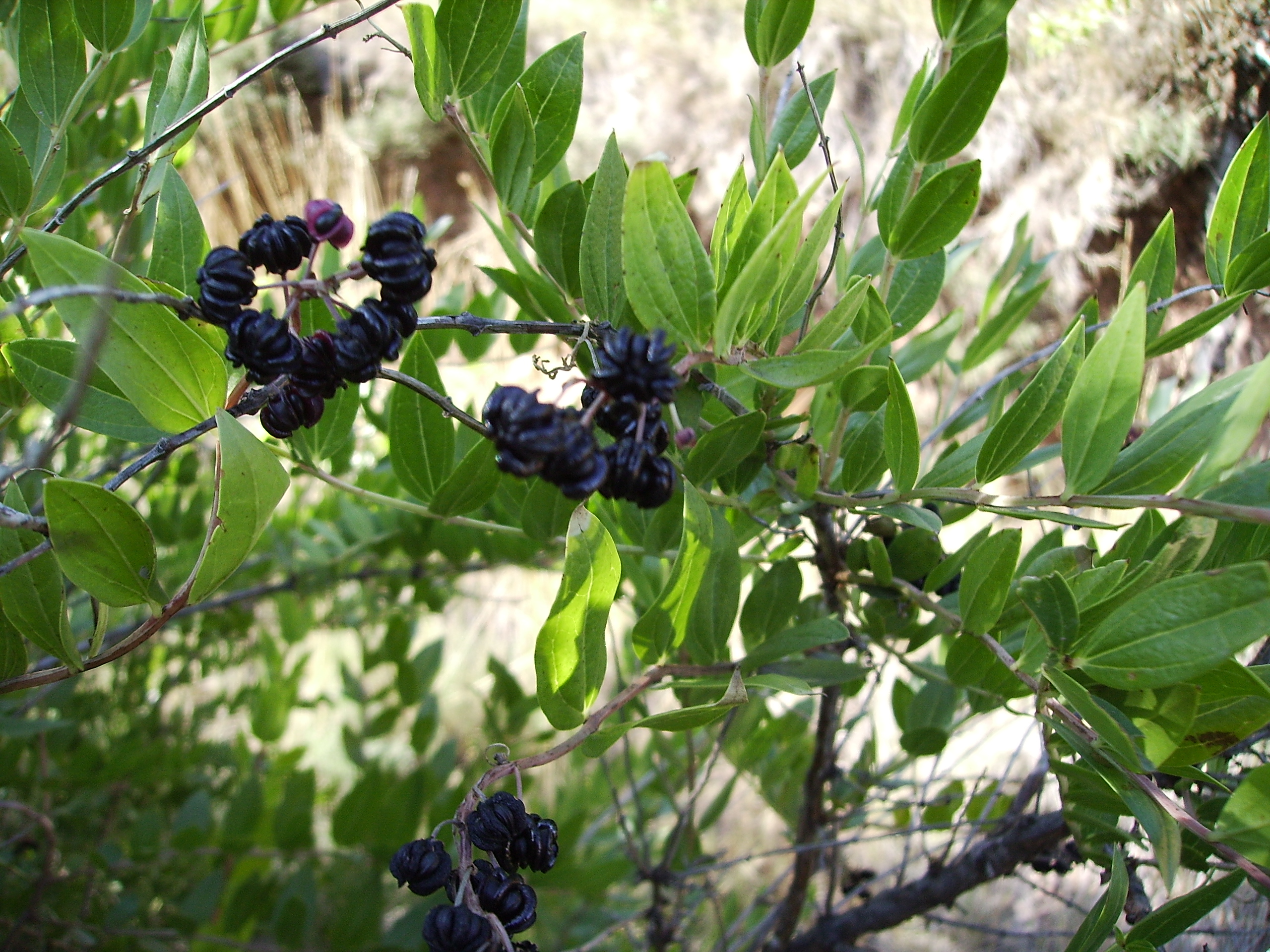
Ramagem e frutos maduros (muito tóxicos) de Coriaria myrtifolia.

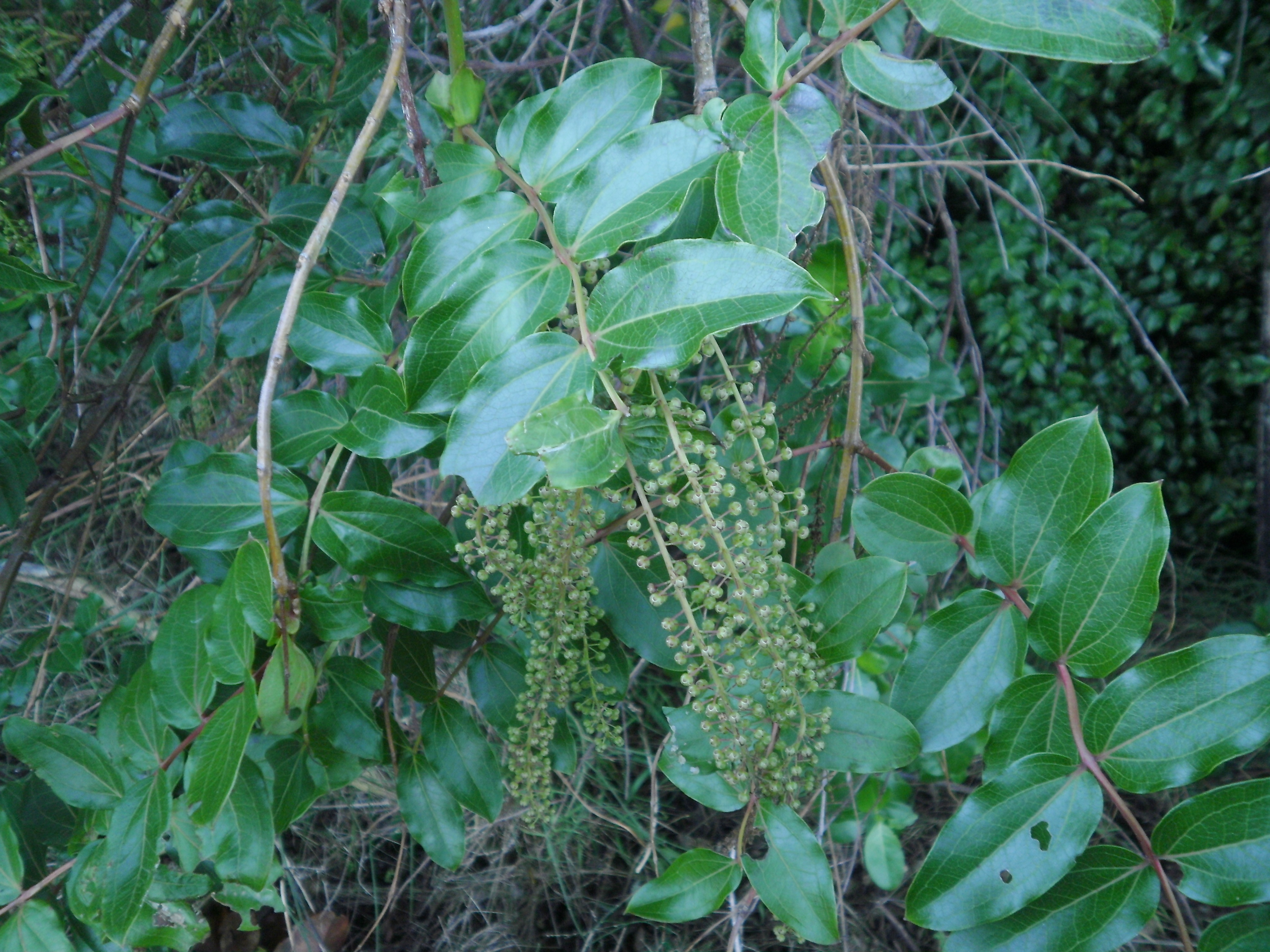
Ramo com folhas opostas de Coriaria arborea

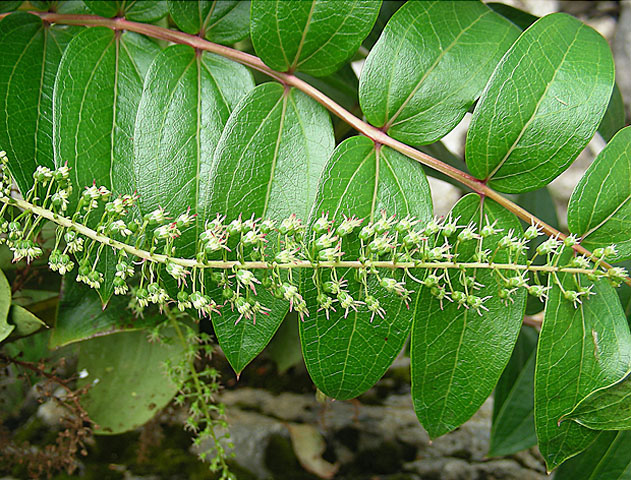
Zweig mit gegenständigen Blättern und Blütenstand des Ruskusblättrigen Gerberstrauches (Coriaria ruscifolia)

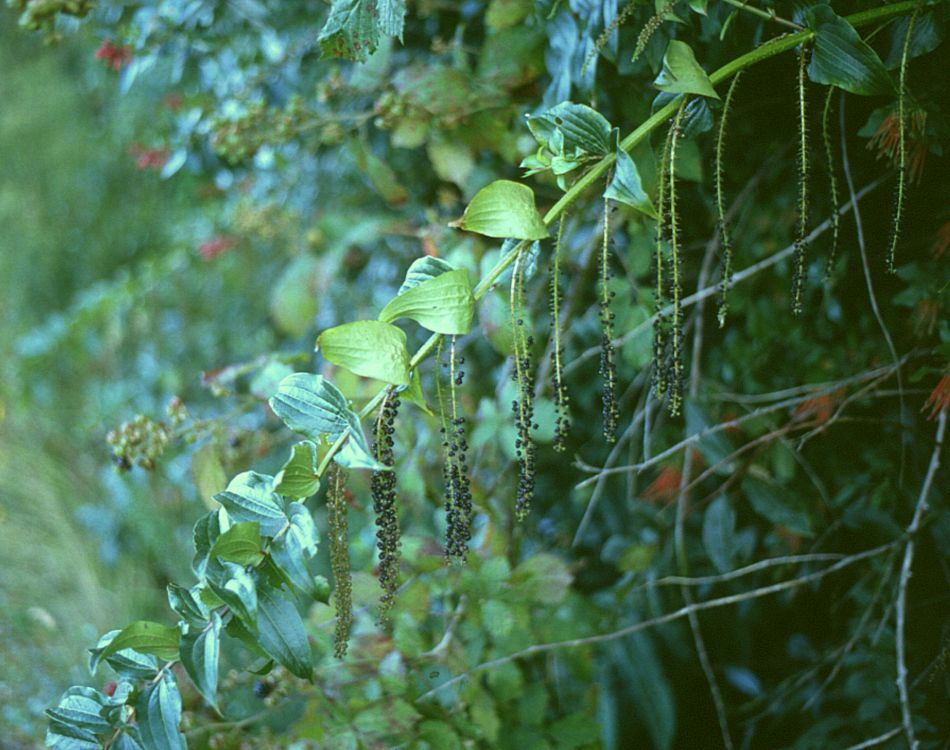
Ramo com folhas opostas e infrutescências de Coriaria ruscifolia.

Coriariaceae é uma família monotípica de plantas com flor, pertencente à ordem Cucurbitales, cujo único género, Coriaria, na sua presente circunscrição taxonómica inclui 14 espécies. O género, com 16 espécies, tem uma distribuição natural em extremo disjunta, com ocorrências nas costas do Mediterrâneo, nas Américas tropicais e nos Andes, no sul e leste da Ásia, na Austrália, na Nova Zelândia e nas ilhas do Pacífico. Apesar de algumas espécies serem por vezes usadas como ornamentais, as folhas e frutos são tóxicos.

## Descrição
O único género da família Coriariaceae é Coriaria, descrito por Linnaeus em 1753. Na sua presente circunscrição inclui 14 espécies de pequenas árvores, arbustos e subarbustos, com uma ampla distribuição disjunta pelas regiões de clima temperado quente de todo o mundo, ocorrendo em regiões tão afastadas como a bacia do Mediterrâneo, o sul e o leste da Ásia, a Nova Zelândia (onde algumas espécies são alpinas), as ilhas do Oceano Pacífico, e a América central e do Sul.

### Morfologia
Os membros da família Coriariaceae são subarbustos, arbustos ou pequenas árvores, maioritariamente perenifólios, com ramos flexuosos e longos, de hábito semi-escandente, sendo algumas espécies semi-lianas ou mesmo lianas. Em geral apresentam rizomas mais ou menos desenvolvidos e nódulos radiculares. A gemas ocorrem agrupadas nas axilas das folhas dos eixos principais. Os ramos jovens são notavelmente angulares que se convertem em roliços e regulares com o tempo, às vezes arqueados e pêndulos, com lenticelas suberosas. Os ramos superiores são opostos e os inferiores opostos ou ternados. Os ramos mais pequenos parecem folhas compostas.
As folhas apresentam filotaxia oposta ou verticilada, são simples, com 2–9 cm de comprimento, sem estípulas, coreáceas e com as margens lisas. São de ovadas a lineares estritas, com a base cordada, truncada ou arredondada, e com o ápice de rostrado a mucronado. As nervuras são reticuladas, com 3 a 9 nervuras principais manifestas.
As flores estão agrupadas em inflorescências do tipo racemoso alargado, pêndulas, com 2–30 cm de comprimento, com 3 a 4 pares de brácteas pequenas na base do racemo. As flores são raramente solitárias.
As flores são muito pequenas, esverdeadas, com 5 pequenas pétalas. São flores bissexuais, em algumas ocasiões unissexuais (por vezes ocorrem flores bissexuais e unissexuais no mesmo espécime), protogínicas, pentâmeras, actinomorfas ou com cálice ligeiramente zigomorfo, com brácteas por vezes ausentes. As sépalas são imbricadas, persistentes. As pétalas são valvadas, carnudas, afiladas, mais curtas que as sépalas, persistentes entre os carpelos maduros. Os estames são em número de 10 (-11), agrupados em dois verticilos alternos, de 5 cada um, opostos às pétalas, adnatos à quilha das pétalas. Os filamentos são alongados, de 1,5-5,0 mm de comprimento, delgados. As anteras são sagitadas, exertas, 2 (-4)-loculares, introrsas, atenuadas, com deiscência longitudinal. O gineceu é sincárpico, de 5 a 10 (-12) carpelos, livres na parte superior, mas unidos na base. O ovário é súpero, unilocular. O estilete é livre, terminal, alongado, com o estigma ao longo da sua parte ventral, em geral divergente. Os óvulos são solitários, anátropos, pêndulos, com placentação parietal.
O fruto é uma pseudo-drupa composta de 5 a 10 aquénios, com a parte dorsal protuberante em forma de quilha, comprimidos de ambos os lados e envoltos pelas pétalas acrescentes que permanecem mesmo após a maturação. Quando matura o fruto apresenta coloração negra brilhante (ocasionalmente amarela ou vermelha) resultante do espessamento da corola floral acrescente. O fruto de algumas espécies é intensamente tóxico para os humanos, embora os fruto das espécies Coriaria terminalis e Coriaria sarmentosa sejam comestíveis.
As sementes são pequenas, comprimidas, com a testa membranosa, com 5 a 7 ou mais estrias longitudinais, com endosperma escasso e embrião recto.
Pelo menos cinco dos membros desta família são espécies capazes manter simbiose com bactérias diazotróficas do género Frankia e por essa via capazes de fixação de azoto atmosférico.
O número cromossómico básico x = 10, 15, com 2n = 40 (diploide), 2n = 60 ou 2n = 80 (tetraploide).
Os membros desta família são ricos em compostos com elevada toxicidade, nomeadamente flavonoides (kaempferol e quercetina), sesquiterpenos (miricetina) e glicosídeos (coriamirtina). Com poucas excepções, todas as partes destas plantas são tóxicas, mas são especialmente tóxicos as folhas e frutos.

### Usos
A espécie mediterrânica Coriaria myrtifolia, conhecida por emborrachacabras em espanhol dado o seu efeito intoxicante sobre os caprinos, foi muito usada como fonte de taninos para a indústria tradicional do curtume de peles. Aliás, o nome genérico coriaria é uma referência ao uso desta planta no tratamento de couros. Contudo, a totalidade da planta é muito tóxica por conter, entre outros compostos tóxicos para os humanos, coriamirtina, uma lactona neurotóxica causadora de convulsões.
Apesar da elevada toxicidade deste grupo de plantas, os frutos das espécies Coriaria terminalis e Coriaria sarmentosa são comestíveis.
As várias espécies da Nova Zelândia são conhecidas por tutu na língua Māori. A espécie  sul-americana Coriaria ruscifolia é uma liana perenifólia, conhecida por huique, cujos frutos são usados no sul do Chile para confeccionar um produto raticida.

## Filogenia e sistemática
O registo fóssil das Coriariaceae, através de pólen e sementes fossilizadas, é conhecido do Mioceno da Europa. A hipótese filogenética mais consensual presentemente, que coloca esta família e as que lhe são aparentadas, na ordem Cucurbitales tem vindo a ganhar crescente suporte nas evid~encias fornecidas pela biologia molecular. A classificação deste agrupamento em famílias e géneros foi recentemente revista, sendo que as famílias mais pequenas das Cucurbitales, como esta, se encontram relativamente bem estudadas, especialmente no que respeita às suas características florais e vegetativas.

### Filogenia
Aceitando o posicionamento da família estabelecido no sistema APG IV (2016), a aplicação das técnicas da filogenética molecular sugere as seguintes relações entre as Coriariaceae e as restantes famílias que integram a ordem Cucurbitales:
|  | Corynocarpaceae |
|  |                 |
|  | Coriariaceae    |
|  |                 |

|  | Tetramelaceae                                               |
|  |                                                             |
|  | \| \| Datiscaceae \| \| \| \| \| \| Begoniaceae \| \| \| \| |
|  |                                                             |
|  | Datiscaceae                                                 |
|  |                                                             |
|  | Begoniaceae                                                 |
|  |                                                             |

|  | Datiscaceae |
|  |             |
|  | Begoniaceae |
|  |             |

|  | Tetramelaceae                                               |
|  |                                                             |
|  | \| \| Datiscaceae \| \| \| \| \| \| Begoniaceae \| \| \| \| |
|  |                                                             |
|  | Datiscaceae                                                 |
|  |                                                             |
|  | Begoniaceae                                                 |
|  |                                                             |

|  | Datiscaceae |
|  |             |
|  | Begoniaceae |
|  |             |

|  | Corynocarpaceae |
|  |                 |
|  | Coriariaceae    |
|  |                 |

|  | Tetramelaceae                                               |
|  |                                                             |
|  | \| \| Datiscaceae \| \| \| \| \| \| Begoniaceae \| \| \| \| |
|  |                                                             |
|  | Datiscaceae                                                 |
|  |                                                             |
|  | Begoniaceae                                                 |
|  |                                                             |

|  | Datiscaceae |
|  |             |
|  | Begoniaceae |
|  |             |

|  | Tetramelaceae                                               |
|  |                                                             |
|  | \| \| Datiscaceae \| \| \| \| \| \| Begoniaceae \| \| \| \| |
|  |                                                             |
|  | Datiscaceae                                                 |
|  |                                                             |
|  | Begoniaceae                                                 |
|  |                                                             |

|  | Datiscaceae |
|  |             |
|  | Begoniaceae |
|  |             |

|  | Corynocarpaceae |
|  |                 |
|  | Coriariaceae    |
|  |                 |

|  | Tetramelaceae                                               |
|  |                                                             |
|  | \| \| Datiscaceae \| \| \| \| \| \| Begoniaceae \| \| \| \| |
|  |                                                             |
|  | Datiscaceae                                                 |
|  |                                                             |
|  | Begoniaceae                                                 |
|  |                                                             |

|  | Datiscaceae |
|  |             |
|  | Begoniaceae |
|  |             |

|  | Tetramelaceae                                               |
|  |                                                             |
|  | \| \| Datiscaceae \| \| \| \| \| \| Begoniaceae \| \| \| \| |
|  |                                                             |
|  | Datiscaceae                                                 |
|  |                                                             |
|  | Begoniaceae                                                 |
|  |                                                             |

|  | Datiscaceae |
|  |             |
|  | Begoniaceae |
|  |             |

|  | Corynocarpaceae |
|  |                 |
|  | Coriariaceae    |
|  |                 |

|  | Tetramelaceae                                               |
|  |                                                             |
|  | \| \| Datiscaceae \| \| \| \| \| \| Begoniaceae \| \| \| \| |
|  |                                                             |
|  | Datiscaceae                                                 |
|  |                                                             |
|  | Begoniaceae                                                 |
|  |                                                             |

|  | Datiscaceae |
|  |             |
|  | Begoniaceae |
|  |             |

|  | Tetramelaceae                                               |
|  |                                                             |
|  | \| \| Datiscaceae \| \| \| \| \| \| Begoniaceae \| \| \| \| |
|  |                                                             |
|  | Datiscaceae                                                 |
|  |                                                             |
|  | Begoniaceae                                                 |
|  |                                                             |

|  | Datiscaceae |
|  |             |
|  | Begoniaceae |
|  |             |

|  | Corynocarpaceae |
|  |                 |
|  | Coriariaceae    |
|  |                 |

|  | Tetramelaceae                                               |
|  |                                                             |
|  | \| \| Datiscaceae \| \| \| \| \| \| Begoniaceae \| \| \| \| |
|  |                                                             |
|  | Datiscaceae                                                 |
|  |                                                             |
|  | Begoniaceae                                                 |
|  |                                                             |

|  | Datiscaceae |
|  |             |
|  | Begoniaceae |
|  |             |

|  | Tetramelaceae                                               |
|  |                                                             |
|  | \| \| Datiscaceae \| \| \| \| \| \| Begoniaceae \| \| \| \| |
|  |                                                             |
|  | Datiscaceae                                                 |
|  |                                                             |
|  | Begoniaceae                                                 |
|  |                                                             |

|  | Datiscaceae |
|  |             |
|  | Begoniaceae |
|  |             |

|  | Corynocarpaceae |
|  |                 |
|  | Coriariaceae    |
|  |                 |

|  | Tetramelaceae                                               |
|  |                                                             |
|  | \| \| Datiscaceae \| \| \| \| \| \| Begoniaceae \| \| \| \| |
|  |                                                             |
|  | Datiscaceae                                                 |
|  |                                                             |
|  | Begoniaceae                                                 |
|  |                                                             |

|  | Datiscaceae |
|  |             |
|  | Begoniaceae |
|  |             |

|  | Tetramelaceae                                               |
|  |                                                             |
|  | \| \| Datiscaceae \| \| \| \| \| \| Begoniaceae \| \| \| \| |
|  |                                                             |
|  | Datiscaceae                                                 |
|  |                                                             |
|  | Begoniaceae                                                 |
|  |                                                             |

|  | Datiscaceae |
|  |             |
|  | Begoniaceae |
|  |             |

|  | Corynocarpaceae |
|  |                 |
|  | Coriariaceae    |
|  |                 |

|  | Tetramelaceae                                               |
|  |                                                             |
|  | \| \| Datiscaceae \| \| \| \| \| \| Begoniaceae \| \| \| \| |
|  |                                                             |
|  | Datiscaceae                                                 |
|  |                                                             |
|  | Begoniaceae                                                 |
|  |                                                             |

|  | Datiscaceae |
|  |             |
|  | Begoniaceae |
|  |             |

|  | Tetramelaceae                                               |
|  |                                                             |
|  | \| \| Datiscaceae \| \| \| \| \| \| Begoniaceae \| \| \| \| |
|  |                                                             |
|  | Datiscaceae                                                 |
|  |                                                             |
|  | Begoniaceae                                                 |
|  |                                                             |

|  | Datiscaceae |
|  |             |
|  | Begoniaceae |
|  |             |

|  | Corynocarpaceae |
|  |                 |
|  | Coriariaceae    |
|  |                 |

|  | Tetramelaceae                                               |
|  |                                                             |
|  | \| \| Datiscaceae \| \| \| \| \| \| Begoniaceae \| \| \| \| |
|  |                                                             |
|  | Datiscaceae                                                 |
|  |                                                             |
|  | Begoniaceae                                                 |
|  |                                                             |

|  | Datiscaceae |
|  |             |
|  | Begoniaceae |
|  |             |

|  | Tetramelaceae                                               |
|  |                                                             |
|  | \| \| Datiscaceae \| \| \| \| \| \| Begoniaceae \| \| \| \| |
|  |                                                             |
|  | Datiscaceae                                                 |
|  |                                                             |
|  | Begoniaceae                                                 |
|  |                                                             |

|  | Datiscaceae |
|  |             |
|  | Begoniaceae |
|  |             |

|  | Corynocarpaceae |
|  |                 |
|  | Coriariaceae    |
|  |                 |

|  | Tetramelaceae                                               |
|  |                                                             |
|  | \| \| Datiscaceae \| \| \| \| \| \| Begoniaceae \| \| \| \| |
|  |                                                             |
|  | Datiscaceae                                                 |
|  |                                                             |
|  | Begoniaceae                                                 |
|  |                                                             |

|  | Datiscaceae |
|  |             |
|  | Begoniaceae |
|  |             |

|  | Tetramelaceae                                               |
|  |                                                             |
|  | \| \| Datiscaceae \| \| \| \| \| \| Begoniaceae \| \| \| \| |
|  |                                                             |
|  | Datiscaceae                                                 |
|  |                                                             |
|  | Begoniaceae                                                 |
|  |                                                             |

|  | Datiscaceae |
|  |             |
|  | Begoniaceae |
|  |             |

|  | Corynocarpaceae |
|  |                 |
|  | Coriariaceae    |
|  |                 |

|  | Tetramelaceae                                               |
|  |                                                             |
|  | \| \| Datiscaceae \| \| \| \| \| \| Begoniaceae \| \| \| \| |
|  |                                                             |
|  | Datiscaceae                                                 |
|  |                                                             |
|  | Begoniaceae                                                 |
|  |                                                             |

|  | Datiscaceae |
|  |             |
|  | Begoniaceae |
|  |             |

|  | Tetramelaceae                                               |
|  |                                                             |
|  | \| \| Datiscaceae \| \| \| \| \| \| Begoniaceae \| \| \| \| |
|  |                                                             |
|  | Datiscaceae                                                 |
|  |                                                             |
|  | Begoniaceae                                                 |
|  |                                                             |

|  | Datiscaceae |
|  |             |
|  | Begoniaceae |
|  |             |

|  | Corynocarpaceae |
|  |                 |
|  | Coriariaceae    |
|  |                 |

|  | Tetramelaceae                                               |
|  |                                                             |
|  | \| \| Datiscaceae \| \| \| \| \| \| Begoniaceae \| \| \| \| |
|  |                                                             |
|  | Datiscaceae                                                 |
|  |                                                             |
|  | Begoniaceae                                                 |
|  |                                                             |

|  | Datiscaceae |
|  |             |
|  | Begoniaceae |
|  |             |

|  | Tetramelaceae                                               |
|  |                                                             |
|  | \| \| Datiscaceae \| \| \| \| \| \| Begoniaceae \| \| \| \| |
|  |                                                             |
|  | Datiscaceae                                                 |
|  |                                                             |
|  | Begoniaceae                                                 |
|  |                                                             |

|  | Datiscaceae |
|  |             |
|  | Begoniaceae |
|  |             |

|  | Corynocarpaceae |
|  |                 |
|  | Coriariaceae    |
|  |                 |

|  | Tetramelaceae                                               |
|  |                                                             |
|  | \| \| Datiscaceae \| \| \| \| \| \| Begoniaceae \| \| \| \| |
|  |                                                             |
|  | Datiscaceae                                                 |
|  |                                                             |
|  | Begoniaceae                                                 |
|  |                                                             |

|  | Datiscaceae |
|  |             |
|  | Begoniaceae |
|  |             |

|  | Tetramelaceae                                               |
|  |                                                             |
|  | \| \| Datiscaceae \| \| \| \| \| \| Begoniaceae \| \| \| \| |
|  |                                                             |
|  | Datiscaceae                                                 |
|  |                                                             |
|  | Begoniaceae                                                 |
|  |                                                             |

|  | Datiscaceae |
|  |             |
|  | Begoniaceae |
|  |             |

|  | Corynocarpaceae |
|  |                 |
|  | Coriariaceae    |
|  |                 |

|  | Tetramelaceae                                               |
|  |                                                             |
|  | \| \| Datiscaceae \| \| \| \| \| \| Begoniaceae \| \| \| \| |
|  |                                                             |
|  | Datiscaceae                                                 |
|  |                                                             |
|  | Begoniaceae                                                 |
|  |                                                             |

|  | Datiscaceae |
|  |             |
|  | Begoniaceae |
|  |             |

|  | Tetramelaceae                                               |
|  |                                                             |
|  | \| \| Datiscaceae \| \| \| \| \| \| Begoniaceae \| \| \| \| |
|  |                                                             |
|  | Datiscaceae                                                 |
|  |                                                             |
|  | Begoniaceae                                                 |
|  |                                                             |

|  | Datiscaceae |
|  |             |
|  | Begoniaceae |
|  |             |

|  | Corynocarpaceae |
|  |                 |
|  | Coriariaceae    |
|  |                 |

|  | Tetramelaceae                                               |
|  |                                                             |
|  | \| \| Datiscaceae \| \| \| \| \| \| Begoniaceae \| \| \| \| |
|  |                                                             |
|  | Datiscaceae                                                 |
|  |                                                             |
|  | Begoniaceae                                                 |
|  |                                                             |

|  | Datiscaceae |
|  |             |
|  | Begoniaceae |
|  |             |

|  | Tetramelaceae                                               |
|  |                                                             |
|  | \| \| Datiscaceae \| \| \| \| \| \| Begoniaceae \| \| \| \| |
|  |                                                             |
|  | Datiscaceae                                                 |
|  |                                                             |
|  | Begoniaceae                                                 |
|  |                                                             |

|  | Datiscaceae |
|  |             |
|  | Begoniaceae |
|  |             |

|  | Corynocarpaceae |
|  |                 |
|  | Coriariaceae    |
|  |                 |

|  | Tetramelaceae                                               |
|  |                                                             |
|  | \| \| Datiscaceae \| \| \| \| \| \| Begoniaceae \| \| \| \| |
|  |                                                             |
|  | Datiscaceae                                                 |
|  |                                                             |
|  | Begoniaceae                                                 |
|  |                                                             |

|  | Datiscaceae |
|  |             |
|  | Begoniaceae |
|  |             |

|  | Tetramelaceae                                               |
|  |                                                             |
|  | \| \| Datiscaceae \| \| \| \| \| \| Begoniaceae \| \| \| \| |
|  |                                                             |
|  | Datiscaceae                                                 |
|  |                                                             |
|  | Begoniaceae                                                 |
|  |                                                             |

|  | Datiscaceae |
|  |             |
|  | Begoniaceae |
|  |             |

|  | Corynocarpaceae |
|  |                 |
|  | Coriariaceae    |
|  |                 |

|  | Tetramelaceae                                               |
|  |                                                             |
|  | \| \| Datiscaceae \| \| \| \| \| \| Begoniaceae \| \| \| \| |
|  |                                                             |
|  | Datiscaceae                                                 |
|  |                                                             |
|  | Begoniaceae                                                 |
|  |                                                             |

|  | Datiscaceae |
|  |             |
|  | Begoniaceae |
|  |             |

|  | Tetramelaceae                                               |
|  |                                                             |
|  | \| \| Datiscaceae \| \| \| \| \| \| Begoniaceae \| \| \| \| |
|  |                                                             |
|  | Datiscaceae                                                 |
|  |                                                             |
|  | Begoniaceae                                                 |
|  |                                                             |

|  | Datiscaceae |
|  |             |
|  | Begoniaceae |
|  |             |

Como é patente no cladograma acima, a família Coriariaceae é o grupo irmão das Corynocarpaceae no contexto das Cucurbitales.

### Sistemática
O nome genérico Coriaria foi proposto em 1753 por Carl von Linné na sua obra Species Plantarum, 2, p. 1037. A espécie tipo é Coriaria myrtifolia L.. São sinónimos taxonómicos para Coriaria L. os seguintes: Heterocladus Turcz. e Heterophylleia Turcz. O nome de família Coriariaceae foi proposto em 1824 por Augustin-Pyrame de Candolle em Prodromus Systematis Naturalis Regni Vegetabilis, 1, p. 739. O nome botânico Coriaria é derivado da palavra em latina corium ('pelagem, peles, couro') com o seu uso a reportar-se à utilização de algumas espécies deste género como fonte de taninos para as alcaçarias.
Na sua presente circunscrição taxonómica, a família Coriariaceae (e por extensão o género Coriaria) apresenta uma distribuição disjunta anómala. Os membros desta família ocorrem na região ocidental da bacia do Mediterrâneo, na China, nos Himalaias, na Nova Guiné, na Nova Zelândia, na América Central e no oeste da América dos Sul. Ocorrem em regiões de clima temperado quente ou subtropicais a tropicais.
O género Coriaria inclui as seguintes espécies:
- Coriaria angustissima Hook. f.: nativa da ilha do Sul e da ilha Stewart (Nova Zelândia.[31]
- Coriaria arborea Linds.: com duas subespécies presentes na Nova Zelândia, ilhas Chatham e ilhas Kermadec.[31]
- Coriaria duthiei D.K.Singh & Pusalkar: esta espécie foi descrita em 2009, com distribuição  do Paquistão até ao oeste dos Himalaia.[31]
- Coriaria intermedia Matsumura (por vezes referida como subsp. intermedia (Matsum.) T.C.Huang de Coriaria japonica): nativa de Taiwan.[31]
- Coriaria japonica A.Gray: com 1-2 subespécies no Japão e (como Coriaria intermedia) em Taiwan.[31]
- Coriaria kingiana Colenso: nativa da ilha do Norte (Nova Zelândia).[31]
- Coriaria kweichovensis Hu: nativa do centro e sul da China.[31]
- Coriaria lurida Kirk: nativa da Nova Zelândia.[31]
- Coriaria myrtifolia L.: distribuída por Marrocos, Argélia, Sueste da Espanha, Sul da França, Baleares, Itália e Grécia.[31]
- Coriaria napalensis Wall. (sin.: Coriaria sinica Maxim.): nos Himalaias, desde o Paquistão até ao sudoeste da China.[31]
- Coriaria plumosa W.R.B.Oliv.: nativa da Nova Zelândia.[31]
- Coriaria pottsiana W.R.B.Oliv.: nativa da ilha do Norte da Nova Zelândia.[31]
- Coriaria pteridoides W.R.B.Oliv.: nativa da ilha do Norte da Nova Zelândia.[31]
- Coriaria ruscifolia L.: com duas subespécies, nativa da Nova Guiné até às ilhas do sul do Pacífico e do México até ao sudoeste da Argentina.[31]
  - Coriaria ruscifolia subsp. ruscifolia (sin.: Coriaria sarmentosa G. Forst.): planta trepadeira sempre verde conhecida no Chile por deu ou huique. Os frutos são utilizados no sul do Chile para fazer um raticida. A subespécies está presente desde a Nova Zelândia, pelas ilhas do Pacífico até ao Chile e sudoeste da Argentina.[31]
  - Coriaria ruscifolia subsp. microphylla (Poir.) L.E.Skog (sin.: Coriaria microphylla Poir., Coriaria thymifolia Humb. & Bonpl. ex Willd., Coriaria papuana Warb.): nativa da Nova Guiné, Nova Zelândia e do México até ao Peru.[31]
- Coriaria ×sarlurida Cockayne & Allan = Coriaria lurida × Coriaria ruscifolia: ilha do Norte da Nova Zelândia.[31]
- Coriaria ×sarmangusta Allan = Coriaria angustissima × Coriaria ruscifolia: ilha do Sul da Nova Zelândia.[31]
- Coriaria terminalis Hemsl.: dsitribuída pelo centro e leste dos Himalaia até à província chinesa de Sichuan.[31] Tem duas variedades.[31]

## Galeria

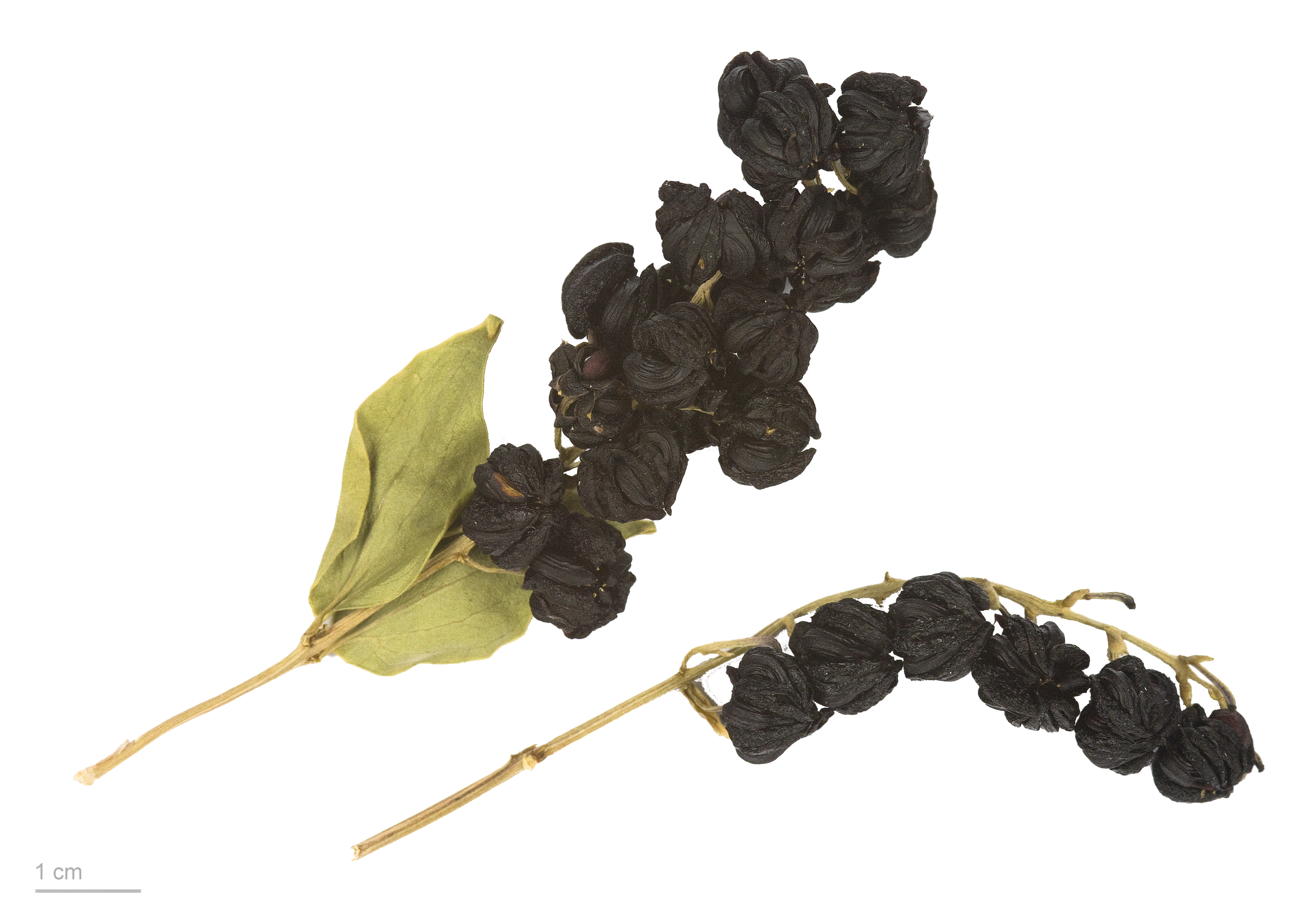
Coriaria myrtifolia
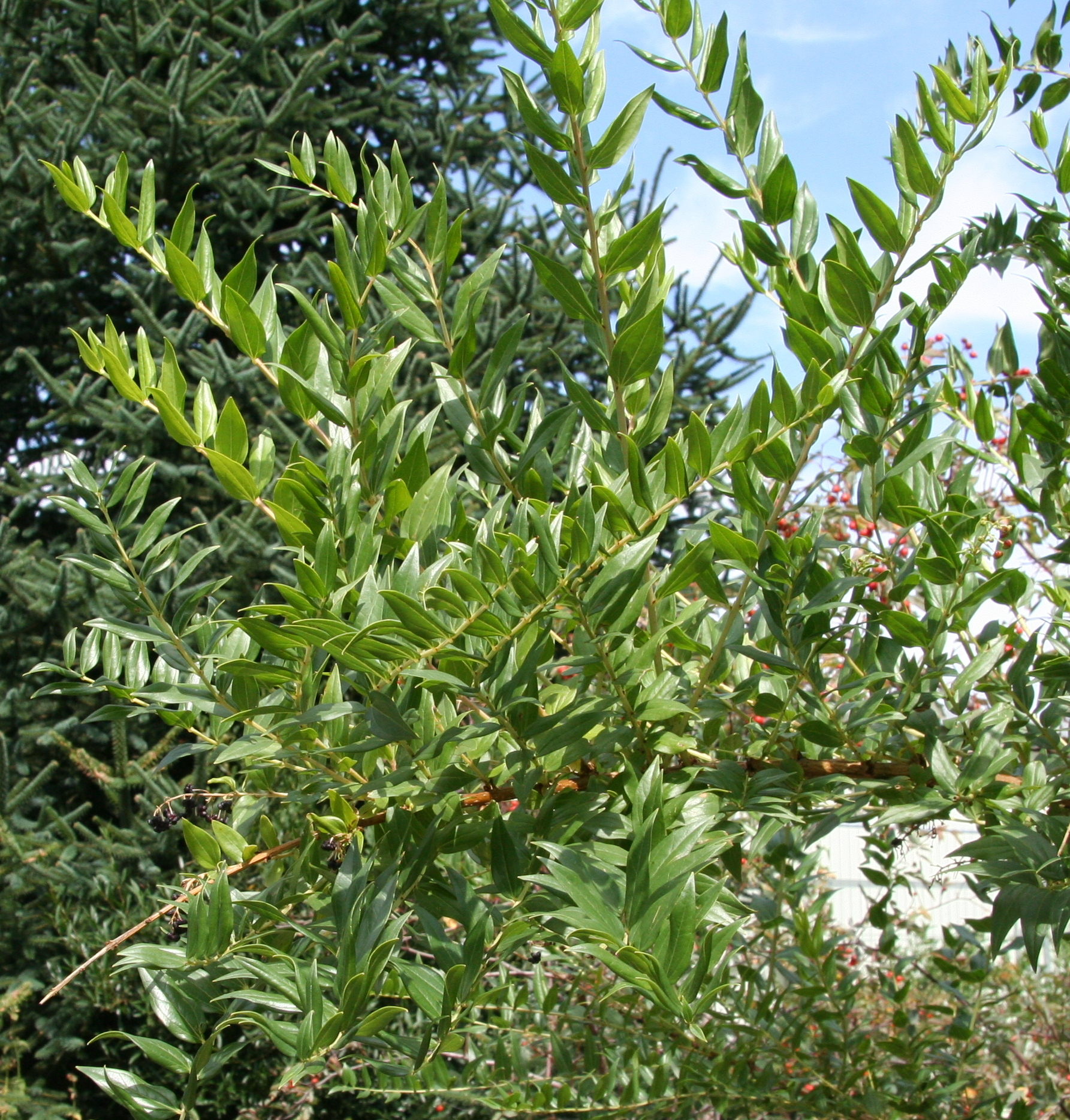
Coriaria myrtifolia
Coriaria myrtifolia em flor.
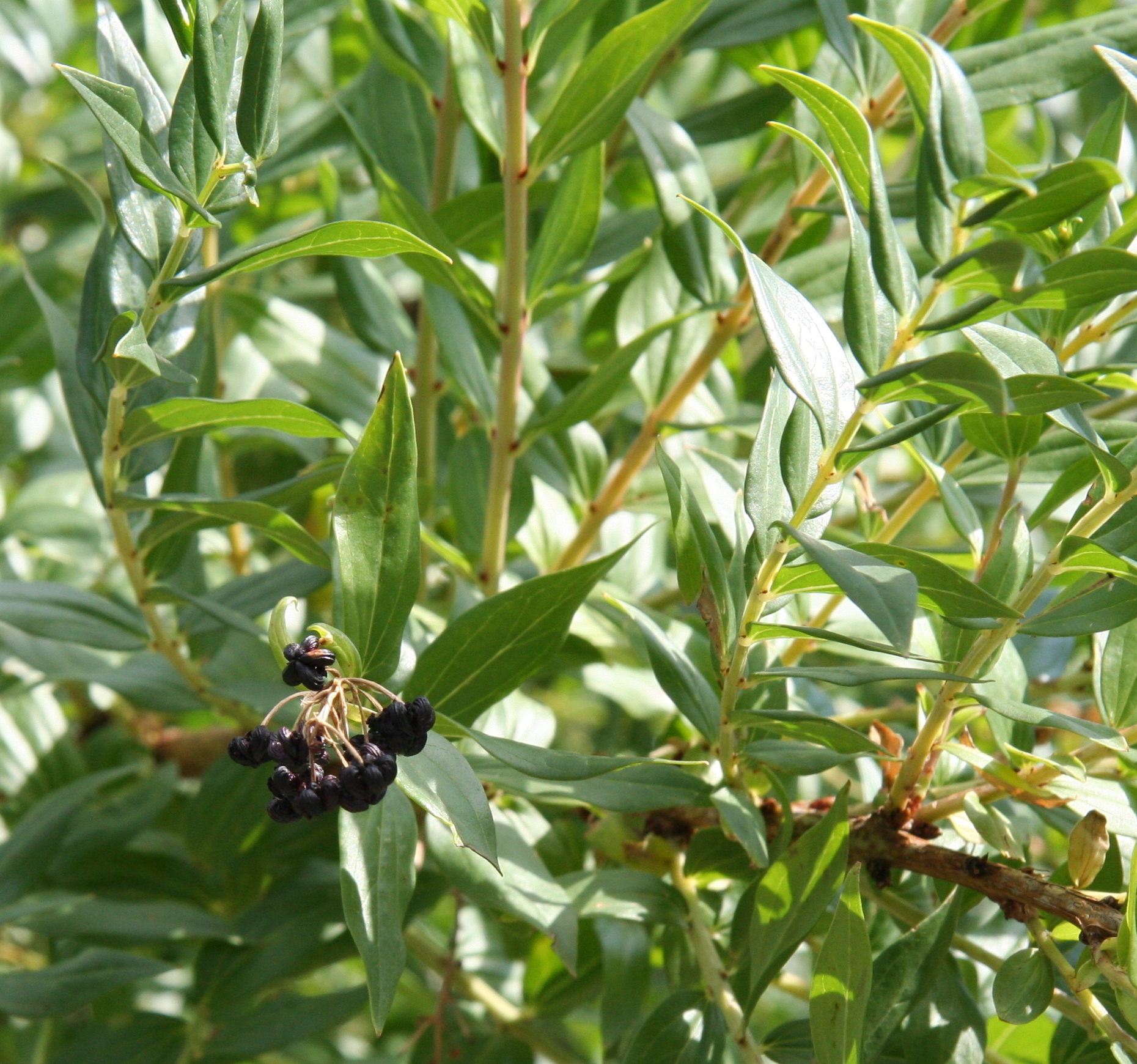
Coriaria myrtifolia
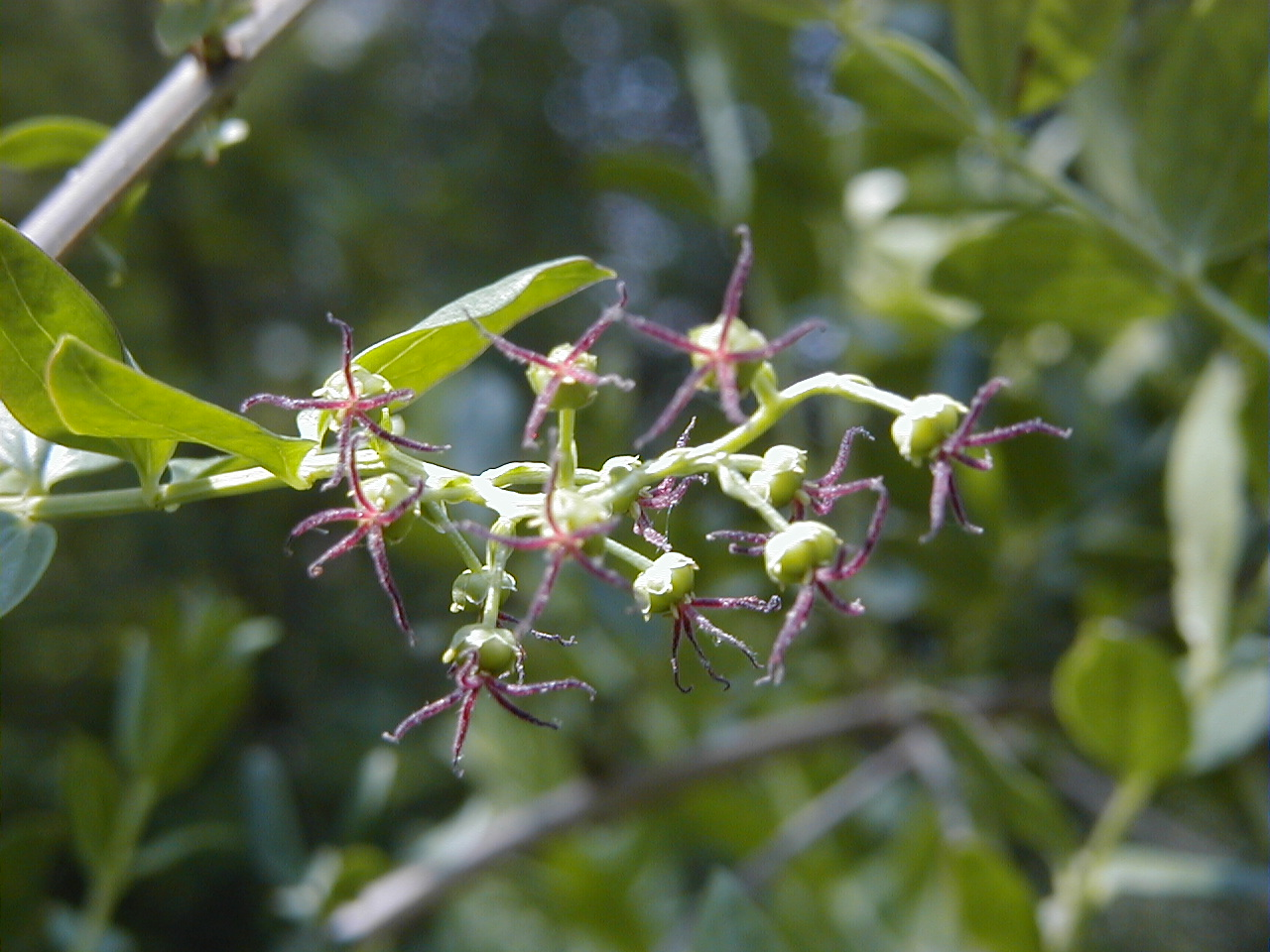
Coriaria myrtifolia
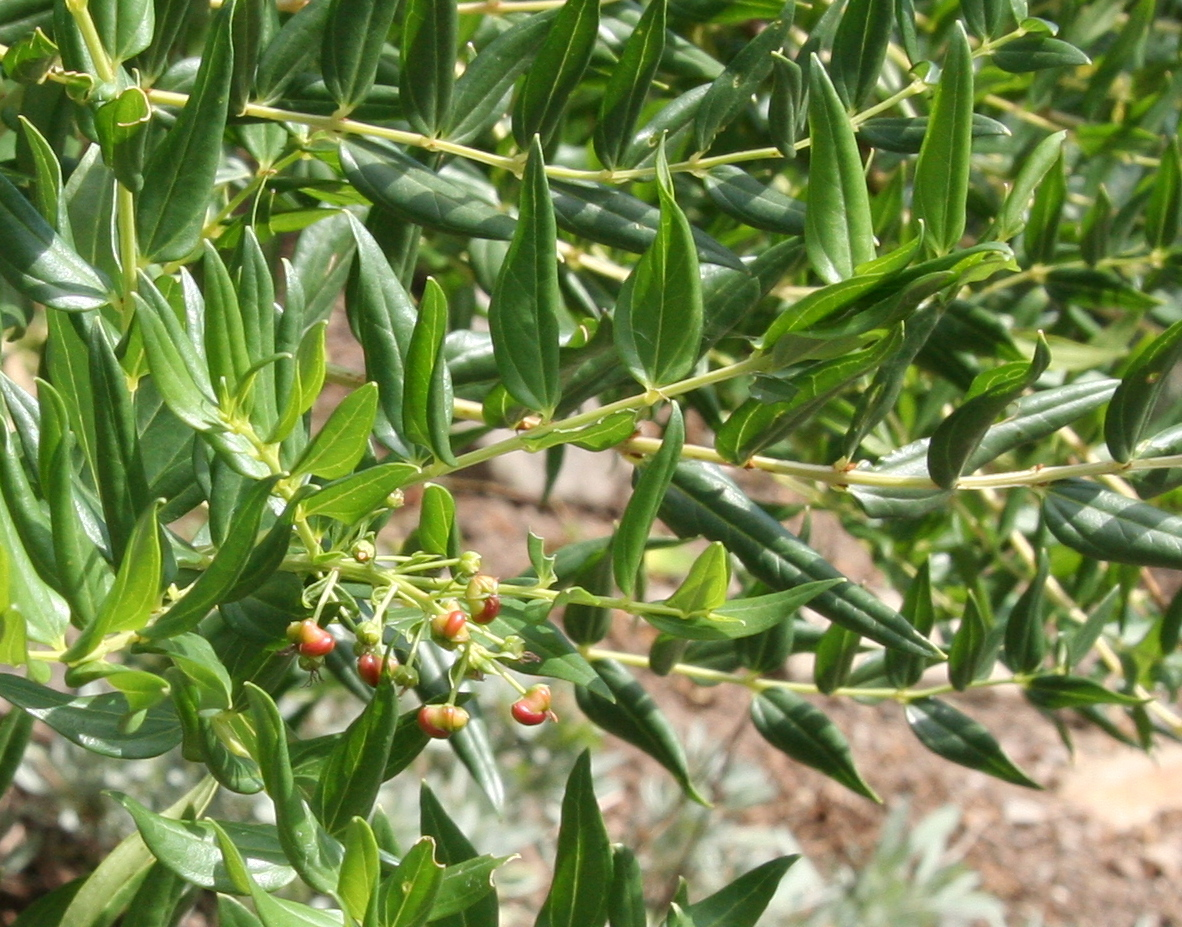
Coriaria myrtifolia

## Classificação lineana do géneroCoriaria
| Sistema | Classificação                   | Referência               |
| ------- | ------------------------------- | ------------------------ |
| Linné   | Classe Dioecia, ordem Decandria | Species plantarum (1753) |